# 細田羅夢
細田 羅夢（ほそだ らむ、1995年9月5日 - ）は、日本の元子役、女性歌手、タレント。

## 人物
山梨県出身。血液型O型。自身で作詞・作曲を行う。ラムさんとラマさんというオリジナルキャラクターがある。
天才てれびくんMAXではてれび戦士として
3年間レギュラー出演。
高祖父は、越前勝山藩の第8代藩主（最後の藩主）で信嶺系小笠原家10代の小笠原長守。曽祖父は長守の四男で、若尾民造（生家：細田）の婿養子になって細田家を継いだ細田粲四郎（旧姓：小笠原）。

## 略歴
- 2002年、エイベックス・アーティストアカデミーに入所。
- 2003年、島谷ひとみの「YUME日和」でバックダンサーを務める。
- 2003年、EXILE『第54回NHK紅白歌合戦』出場時の「Choo Choo TRAIN」でバックダンサーを務める。
- 2004年、avex audition 2004に合格、およびa-motion 2004でグランプリを受賞し、エイベックス・グループ・ホールディングスに所属。
- 2004年、10月にフジテレビ『FNNスーパーニュース』から密着取材を受ける。
- 2005年、a-nation'05（KIDS-nationメンバーとして）[要説明]。
- 2005年、テレビ神奈川『Channel a』(avex audition 2004)[要説明]。
- 2005年、3月にフジテレビ『FNNスーパーニュース』から2度目の密着取材を受ける。
- 2006年 - 2009年3月、NHK教育『天才てれびくんMAX』にてれび戦士として3年間レギュラー出演。
- 2006年 - 2007年、テレビ神奈川『Channel a』（らむのニュース現場検証）[要説明]。
- 2009年、歌の勉強のため、ニューヨークに留学。
- 2015年、日本でのライブ活動を開始。2月20日に下北沢SHELTERで初のフリーライブを行う。
- 2015年、4月29日発売のカバーアルバム『アニソンMIXラボラトリー 〜セカンド レポート〜』に参加する。担当カバー曲は、Reyの「lull〜そして僕らは〜」（テレビアニメ『凪のあすから』オープニングテーマ）[3]。
- 2016年、1月31日に渋谷gee-geで初の単独ライブ「All up to U〜ファースト・ワンマンライヴ〜」を行う[4]。
- 2016年、9月5日に原宿ストロボカフェでバースデーライブを行う。
- 2017年、エイベックス・グループ・ホールディングスを退社し、フリーランスになる。アコースティックでのライブ活動中。
- 2017年、Geek Kids Clubと共に作成した楽曲「Lunar Halo」をYouTubeで配信

## 出演

### テレビ番組
- 天才てれびくんMAX（2006年4月 - 2009年3月、NHK教育） - てれび戦士
- Channel a（2006年 - 2007年、テレビ神奈川） - リポーター
- フジテレビ(2004年10月、2005年3月)『FNNスーパーニュース』

### CM
- 2006avex全国縦断オーディション
- avex2007年夏関西エリア限定オーディション

### CD
- NHK 天才てれびくんMAX MTK the 11th（2007年3月21日、コロムビアミュージックエンタテインメント）
- NHK 天才てれびくんMAX MTK the 12th（2008年2月20日、コロムビアミュージックエンタテインメント）
- NHK 天才てれびくんMAX MTK the 13th（2009年3月4日、コロムビアミュージックエンタテインメント）
- アニソンMIXラボラトリー 〜セカンド レポート〜（2015年4月29日、UNIVERSAL MUSIC JAPAN）

### DVD
- 俄然パラパラ学園〜パラパラだよ！全員集合編〜（2005年12月14日、avex trax）
- 俄然パラパラ学園〜特別限定編〜（2007年2月14日、avex trax）
- 天才てれびくん MAX MTKコレクション 2006〜2008（2011年1月19日、コロムビアミュージックエンタテインメント）

### 雑誌
- ピュア☆ピュア Vol.37（2006年8月15日、辰巳出版）
- ピュア☆ピュア Vol.38（2006年10月15日、辰巳出版）
- ピュア☆ピュア Vol.39（2006年12月15日、辰巳出版）
- ピュア☆ピュア Vol.40（2007年1月9日、辰巳出版）
- Myojo（2007年1月22日、集英社）
- ピュア☆ピュア Vol.43（2007年8月15日、辰巳出版）
- ピュア☆ピュア Vol.45（2007年11月7日、辰巳出版）
- 月刊Audition 2007年12月号（2007年11月1日、白夜書房）